# Io sono (EP)
Io sono è un EP del cantautore italiano Olly e dei produttori discografici italiani Jvli e Yanomi, pubblicato il 6 novembre 2020.

## Descrizione
Il disco, composto da sette brani, è prodotto da Jvli e Yanomi.

## Tracce
1. Intro (Lasciare o tenere) – 2:15 (Federico Olivieri, Julien Boverod)
2. Paranoie – 2:43 (Federico Olivieri, Lorenzo Milano)
3. Quando piove – 2:16 (Federico Olivieri, Julien Boverod)
4. Vedo tutto nero – 2:32 (Federico Olivieri, Julien Boverod)
5. Winston Blue – 3:07 (Federico Olivieri)
6. Brutta cera – 3:23 (Federico Olivieri, Lorenzo Milano, Clive Giovanni Viegas)
7. Mai e poi mai – 2:29 (Federico Olivieri, Lorenzo Milano)